# III koncert fortepianowy Beethovena
III koncert fortepianowy c-moll op. 37 Ludwiga van Beethovena jest chronologicznie środkowym koncertem w dorobku kompozytora.

## Powstanie
Dzieło było tworzone w wielu fazach, głównie w latach 1800–1803, niektóre szkice pochodzą z lat wcześniejszych (1796–1798).
Koncert jest uważany przez badaczy twórczości kompozytora za punkt zwrotny w formie tworzonych przez niego utworów (ze względu na zastosowanie innowacyjnych muzycznych pomysłów). Taki wniosek daje również porównanie koncertu z poprzednimi (I koncertem op. 15 oraz II koncertem op. 19), które uznawane są w formie za bardziej "mozartowskie".
Potwierdzają to uwagi Beethovena w korespondencji z wydawcami jego dzieł: "polityka muzyczna zmusiła autora do trzymania najlepszych koncertów na inne czasy".

## Premiera
Premiera miała miejsce w wiedeńskim Theater an der Wien 5 kwietnia 1803 roku. Oprócz koncertu zagrano oratorium "Chrystus na Górze Oliwnej" oraz I i II symfonię. Wydanie głosów nastąpiło w 1804 roku. Koncert w formie partytury opublikowano w 1835 roku, nakładem wydawnictwa Dunst, z dedykacją dla księcia Prus Ludwikowi Ferdynandowi.

## Struktura
Koncert składa się z trzech części:
- 1. Allegro con brio
- 2. Largo
- 3. Rondo. Allegro

Łączna długość utworu: około 35 minut (w tym pierwsza część ponad 16 minut).

## Budowa
Część pierwsza napisana jest w formie klasycznego, trzyczęściowego allegra sonatowego z dwoma tematami, codą, oraz wirtuozowską kadencją, pieczołowicie zapisaną przez kompozytora.
Część druga utworu (Largo) odznacza się niepowtarzalną budową (jest jednym z najbardziej niezwykłych wolnych fragmentów w dojrzałej twórczości kompozytora), gdzie zastosowanie tonacji E-dur znacząco kontrastuje z tonacją c-moll oraz wprowadza zaskakującą zmianę nastroju.
Finał ma charakter rondowy, choć zdradza znaczne pokrewieństwo z formą sonatową.